# Ryszard Bender

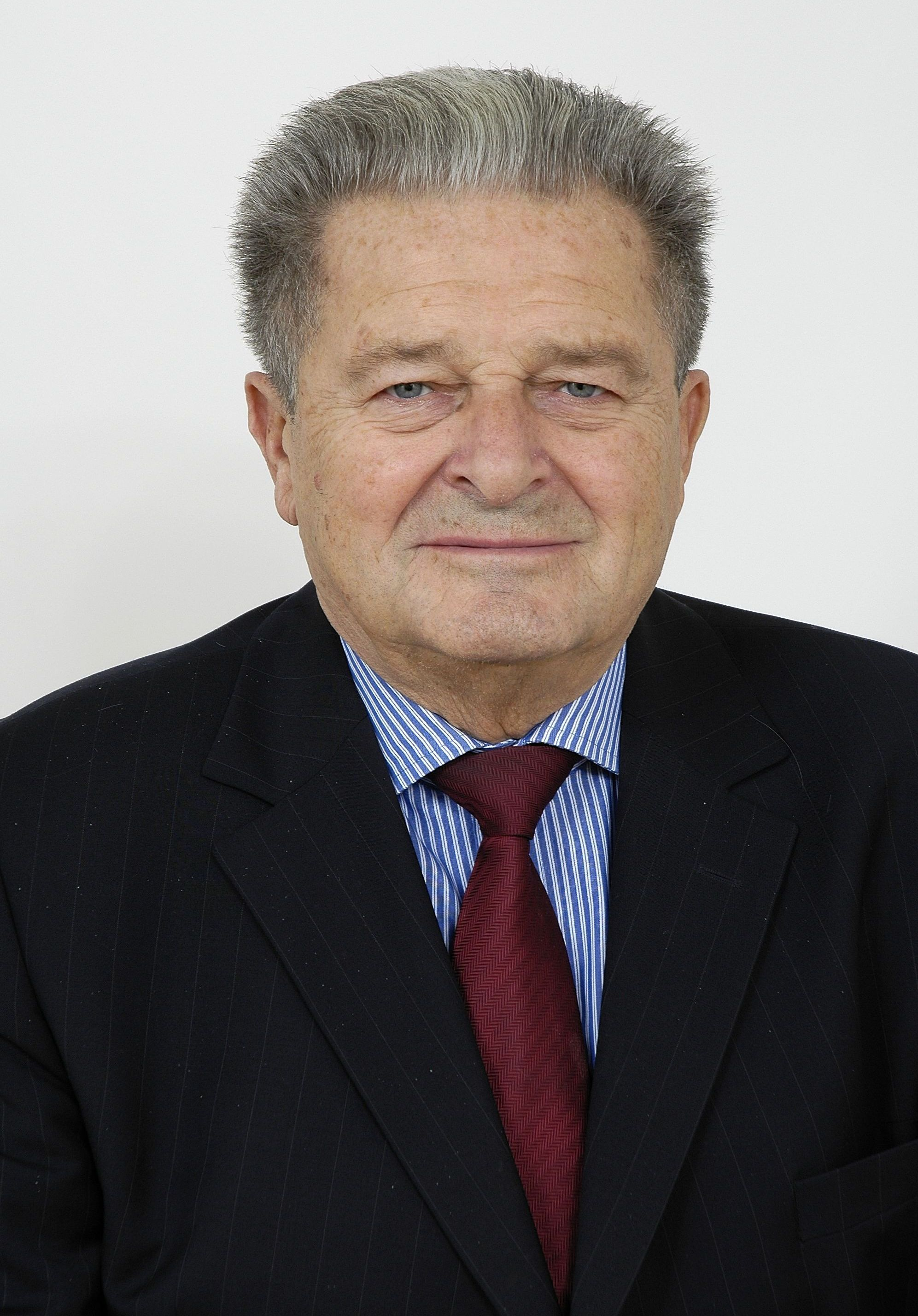
Ryszard Bender (2007)

Ryszard Janusz Bender (* 16. Februar 1932 in Łomża; † 24. Februar 2016) war ein polnischer Historiker und Politiker.

## Leben
Bender lehrte an der Katolicki Uniwersytet Lubelski Jana Pawła II. Als Historiker forschte er vor allem über den Januaraufstand (1863/64), dessen Ursachen wie z. B. den Novemberaufstand (1830/31) und dessen Auswirkungen bis hin zur Gegenwart. 
1976 war Bender maßgeblich an der Gründung des Klubs der katholischen Intelligenz beteiligt. Bereits als Student stand Bender der katholischen Laien-Organisation Znak nahe. Als sich diese 1976 auflöste, hielt Bender mit einigen Gleichgesinnten diese Ideale weiterhin hoch. Als Neo-Znak gingen sie dann 1980 im Polski Związek Katolicko-Społeczny auf. 
Zwischen 1976 und 1980 war Bender unter Edward Gierek Abgeordneter des Sejm. Als das Aufkommen bzw. Erstarken der Gewerkschaft Solidarność eine Umbildung der Regierung notwendig machte, verlor Bender seinen Platz im Sejm und konnte erst 1985 (unter Wojciech Jaruzelski) zurückkehren. Dieses Mandat hatte er bis 1989 inne. 1991 wurde er zum Senator gewählt, schied aber mit vorzeitiger Auflösung des Parlaments nach zwei Jahren aus; ab 2005 hatte er erneut das Mandat im Oberhaus bis zu einer abermaligen vorzeitigen Auflösung für zwei Jahre inne. Zum dritten Mal in der Parlamentswahl 2007 gewählt, verblieb er im Senat bis zum Ende der vierjährigen Legislaturperiode.
2007 wurden ihm antisemitische Äußerungen vorgeworfen; er behauptete unter anderem, dass das KZ Auschwitz ein Arbeitslager und kein Vernichtungslager gewesen sei.

## Werke (Auswahl)
Autor
- Reforma czynszowa w Ordynacji Zamoyskiej. LTN, Lublin 1995, ISBN 83-85491-74-0.
- Powstanie czy samorząd Rady miejskie i powiatowe w Lubelskiem. 1861–1863. LTN, Lublin 1998, ISBN 83-87833-04-5.

Herausgeber
- Cursus mille annorum. Prace ofiarowane profesorowi Eugeniuszowi Wiśniowskiemu. LTN, Lublin 2002.
- Cultura et Societas Christiana. Księga ku czci profesora Jerzego Kloczowskiego. LTN, Lublin 1992.
- Słownik biograficzny katolicyzmu społecznego w Polsce. ODSS 221991, ISBN 83-7012-026-1 (3 Bde.)